# روزینیانو مونفراتو
روزینیانو مونفراتو (به ایتالیایی: Rosignano Monferrato) یک کومونه در ایتالیا است که در استان آلساندریا واقع شده‌است.

## خصوصیات
روزینیانو مونفراتو ۱۹٫۲ کیلومترمربع مساحت و ۱٬۶۵۹ نفر جمعیت دارد.